# Archives de l'État à Gand

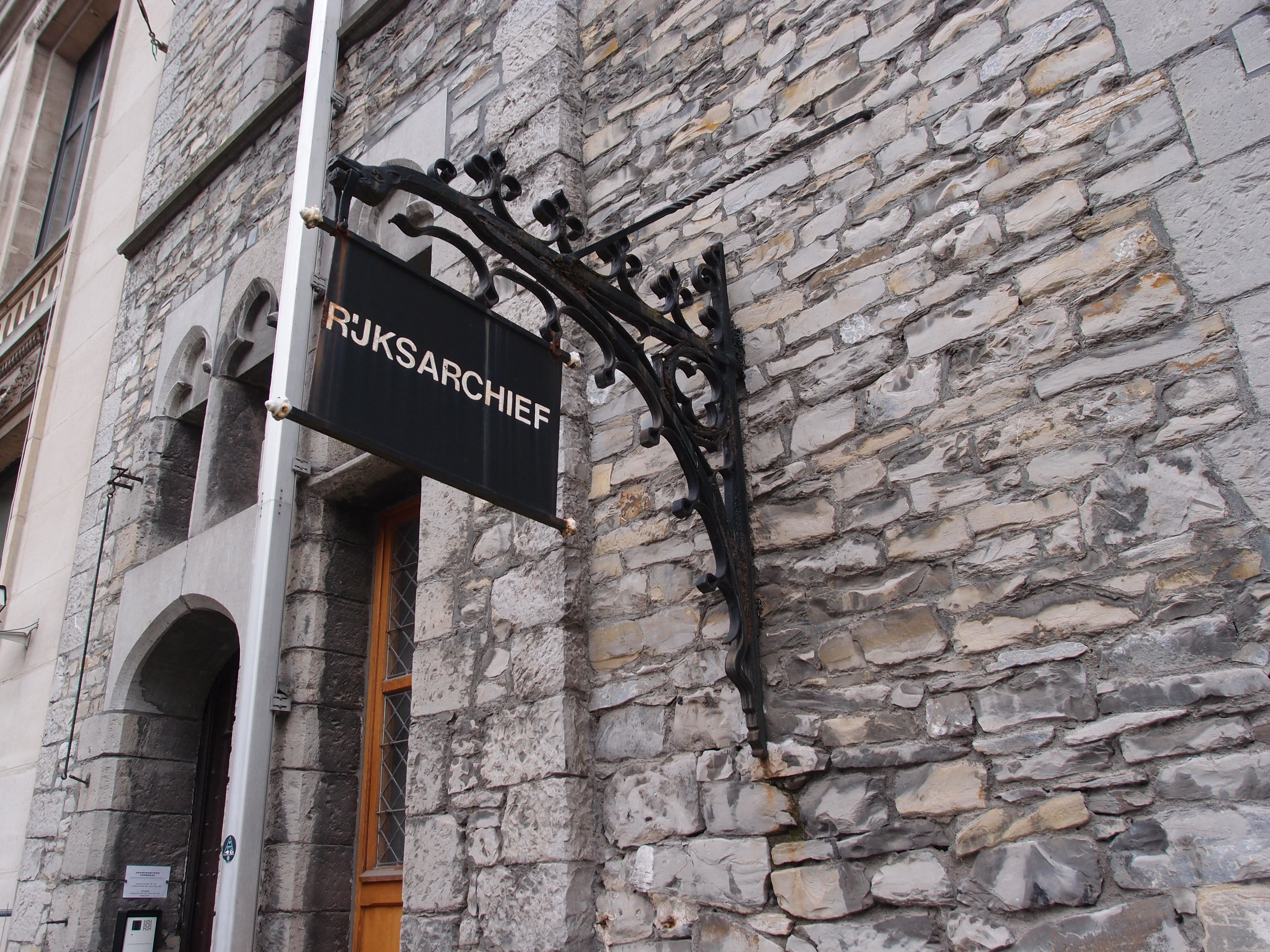
Siège des archives d'état à Gand

Les Archives de l’État à Gand sont l’un des 20 dépôts des Archives de l'État en Belgique. Le dépôt se trouve à Gand en province de Flandre-Orientale. Depuis 1904 les archives se trouvaient dans le château de Gérard le Diable, mais en 2015 elles ont déménagé dans un dépôt moderne, construit dans la Bagattenstraat.

## Qu’y trouve-t-on?
Les Archives de l’État à Gand abritent les archives produites durant l’Ancien Régime et après 1795 sur le territoire de la province de Flandre-Orientale.
Étudiants, chercheurs, passionnés de généalogie ou d’histoire peuvent donc consulter aux Archives de l’État à Gand, dans la limite du caractère privé de certaines données :
- Les archives de la Chambre des comptes de Gand (1304-1794).
- Les archives des autorités provinciales de l'Ancien Régime : comtes de Flandre, etc.
- Les archives des institutions publiques locales et régionales de l'Ancien Régime : baronnie de Nevele, comté d'Evergem, échevinages, etc.
- Les archives des services extérieurs de l'État.
- Les archives du département de l'Escaut (1794-1814).
- Les archives provinciales : commission médicale provinciale de Gand (1664-1924), registres militaires, etc.
- Les archives de la Chambre de commerce de Gand (1834-1875).
- Les archives des communes et CPAS.
- Les archives des polders et wateringues.
- Les archives notariales.
- Les registres paroissiaux.
- Les registres de l'état civil.
- Les archives ecclésiastiques : évêché de Gand, archidiocèse de Malines, chapitre Sainte-Pharaïlde à Gand,  abbaye de Beaulieu à Petegem, abbaye de Ghislenghien, abbaye de Nieuwenbos à Gand, couvent des capucines et couvent des conceptionnistes à Gand, couvent des carmélites à Bottelaere, béguinage Sainte-Elisabeth à Gand, etc.
- Les archives de particuliers ayant joué un rôle important dans la vie sociale : familles d'Udekem d'Acoz, Desmanet de Biesme, d’Hane Steenhuyse, Nève de Mévergnies, etc.
- Les archives d'entreprises.
- Les cartes et plans.
- etc.

Les Archives de l'État à Gand conservent, par ailleurs, toutes les archives de l’Ancien Régime autrefois hébergées aux Archives de l’État à Renaix.

## Salle de lecture numérique
Depuis août 2009, les registres paroissiaux et registres d’état civil de tout le pays ont été progressivement numérisés et mis à disposition du public dans les salles de lecture des Archives de l’État, dont celle de Gand. 
Depuis janvier 2013, près de 27 000 registres paroissiaux et un nombre sans cesse croissant de registres d’état civil de moins de 100 ans sont également disponibles gratuitement sur le site internet des Archives de l’État.
D’autres types de documents sont, par ailleurs, consultables depuis la salle de lecture numérique ou le site internet des Archives de l’État les procès-verbaux du Conseil des Ministres (1918-1979), l'annuaire statistique de la Belgique (et du Congo belge) depuis 1870, quelque 38 000 moulages de sceaux, les rapports de paroisse de la guerre 1914-1918, etc.  Quelque 44 000 cartes et plans sont également consultables dans la salle de lecture numérique des Archives de l'État à Gand.